# Sapromyza lineata
Sapromyza lineata är en tvåvingeart som först beskrevs av Walker 1853.  Sapromyza lineata ingår i släktet Sapromyza och familjen lövflugor. Inga underarter finns listade i Catalogue of Life.